# Råsbo
Råsbo är en by eller gård i Nora socken, Heby kommun, Uppland.
Råsbo förekommer i dokument första gången 1615 ("Rådzboo"). Det räknas från början som ett skattetorp om ett halvt mantal, och räknades fram till 1898 till Simtuna härad innan det överfördes till Våla härad. Runhällen avsöndrades från Råsbo 1655, och fram till laga skifte 1864 hade man skogen gemensam med Runhällen, Hedkarlsbo i Nora och Nickelsbo i Enåkers socken. Namnets ursprung är osäker. Strax söder om gården ligger dock Råsbosjön, som numera är en mosse. Råsbosjön ligger utmed gränsen mellan Enåkers och Nora socknar, kan ha fått sitt namn av rå i betydelsen gräns.
Bland bebyggelser på ägorna märks torpet Anders-Jans som fått sitt namn efter torparen Anders Jansson (1859–1933) samt Rudbergstorp eller Östanhed, ett nu försvunnet torp dokumenterat första gången i slutet av 1700-talet.
Lilla Runhällen omtalas första gången 1652 i samband ägotvist mellan Råsbo och Lilla Runhällen, där ägaren till Lilla Runhällen tillåts få behålla sin skogsröjning. 1656 beslutas att Runhällen skall skatt- och råläggas från Råsbo och upptas senare i jordeboken som 1/16 mantal skatte. Runhällen har fått sitt namn efter runstenen som står i torpets närhet, Upplands runinskrifter 1181. Tillägget lilla har lagts till för att skilja det från torpet Stora Runhällen i Västerlövsta socken.